# Токелауська мова
Токелауська мова (оригінально: Tokelau) — австронезійська мова з островів Тихого океану.

## Носії
Цією мовою розмовляють приблизно 1700 жителів атолів, що населяють Токелау, а також кілька жителів острова Суейнс, який належить до сусіднього Американського Самоа. Токелау належить до сім'ї самоанських мов, підгрупи полінезійських мов. Це офіційна мова Токелау разом з англійською. Окрім населення Токелау, цією мовою також розмовляють близько 2900 токелауських емігрантів у Новій Зеландії. Зараз цю мову викладають приватно, а також у кількох школах у Брентвуді в Ессексі, Англія.
Мова має код ISO 639-3 "tkl".

## Подібності з іншими мовами
Токелауська мова подібна до тувалуанської, основної мови сусідньої території Тувалу, і використовує самоанську літературу. Вона має велику схожість з мовою ніуафуу, якою розмовляють на Тонзі.
Пишеться латиницею, але лише з 15 літер: a, e, i, o, u, f, g, k, l, m, n, p, h, t, v. Правопис складається з 5 голосних: a, e, i , o, u; і 10 приголосних: f, g, k, l, m, n, p, h, t, v.
Інспектор освіти Токелау Лоймата Іупаті працює над перекладом Біблії мовою Токелау.

## Зовнішні посилання
- Звіт токелауської мови етнолога (англ.)
- Міні-діалог з перекладом на англійську (англ.)

1. ↑  ScriptSource - Tokelau